# Tolania hispida
Tolania hispida är en insektsart som beskrevs av Albertson. Tolania hispida ingår i släktet Tolania och familjen hornstritar.
Artens utbredningsområde är Panama. Inga underarter finns listade i Catalogue of Life.